# Vesthimmerland flygplats
Vesthimmerland flygplats är en flygplats 6 km nordväst om Års i Danmark. Den ligger 36 m ö h och har två landningsbanor, en 1 212 x 23 m asfaltsbana och en 550 x 30 m gräsbana.

## Olyckor och incidenter
Den 24 april 2001 kolliderade en Rolladen-Schneider LS6 med ett bankantljus vid landning. Den ombordvarande piloten klarade sig utan skador.